# Daniel Michio Tani
Daniel Michio Tani (Ridley Park, Pennsylvania, 1961. február 1.–) japán származású amerikai mérnök, űrhajós.

## Életpálya
1984-ben a Massachusetts Institute of Technology (MIT) gépészmérnöke. 1986-ban megvédte diplomáját. 1988-ban pszichológiai szakmában helyezkedett el, vizsgálati témaköre az emberi tényezők és csoportos döntéshozatal.
1996. május 1-től részesült űrhajóskiképzésben a Lyndon B. Johnson Űrközpontban, valamint a Jurij Gagarin Űrhajóskiképző Központban. Két űrszolgálata alatt összesen 131 napot, 18 órát és 05 percet töltött a világűrben. Hat űrsétán (kutatás, szerelés) összesen 36 órát és 5 percet töltött az űrsiklón illetve a Nemzetközi Űrállomás-on (ISS) kívül. Űrhajós pályafutását 2012 augusztusban fejezte be.

## Űrrepülések
- STS–108 az Endeavour űrrepülőgép fedélzeti mérnöke.  Első űrszolgálata alatt összesen 11 napot, 19 órát és 36 percet töltött a világűrben. Egy alkalommal űrsétát (kutatás, szerelés) végzett, összesen 4 óra és 12 perc időtartamban. A 12. űrsikló repülése az ISS-re.

Több mint három tonna ellátást, logisztikai és tudományos kísérletekhez szükséges anyagokat, eszközöket, és a Raffaello többcélú logisztikai modult szállított az állomásra.
- STS–120 a Discovery űrrepülőgép 34. repülésén fedélzeti mérnök. Második űrszolgálata alatt összesen 119 napot, 22 órát és 29 percet töltött a világűrben. Szolgálati ideje alatt öt űrsétát (kutatás, szerelés) végzett, összesen 31 óra és 53 perc időtartamban. Egy űrsétát az űrsiklón végzett. Tani teljesítette a 100. űrsétát az ISS űrállomáson kívül. 2007. december helyett 2008. február 7-én az STS–122 az Atlantis űrrepülőgép fedélzetén térhetett vissza bázisára.

### Tartalék személyzet
Szojuz TMA–6 fedélzeti mérnöke